# Ульяновка (Белгородская область)
Ульяновка — хутор в Волоконовском районе Белгородской области России. В составе Голофеевского сельского поселения.

## География
Хутор расположен в юго-восточной части Белгородской области, на левобережье реки Оскола, в 9,2 км по прямой к югу от районного центра Волоконовки. Ближайший населённый пункт: посёлок Рай в 1,2 км по прямой к северо-востоку.

## Население
| 2002 | 2010 |
| ---- | ---- |
| 91   | ↘66  |